# Iwan Czaczkowski

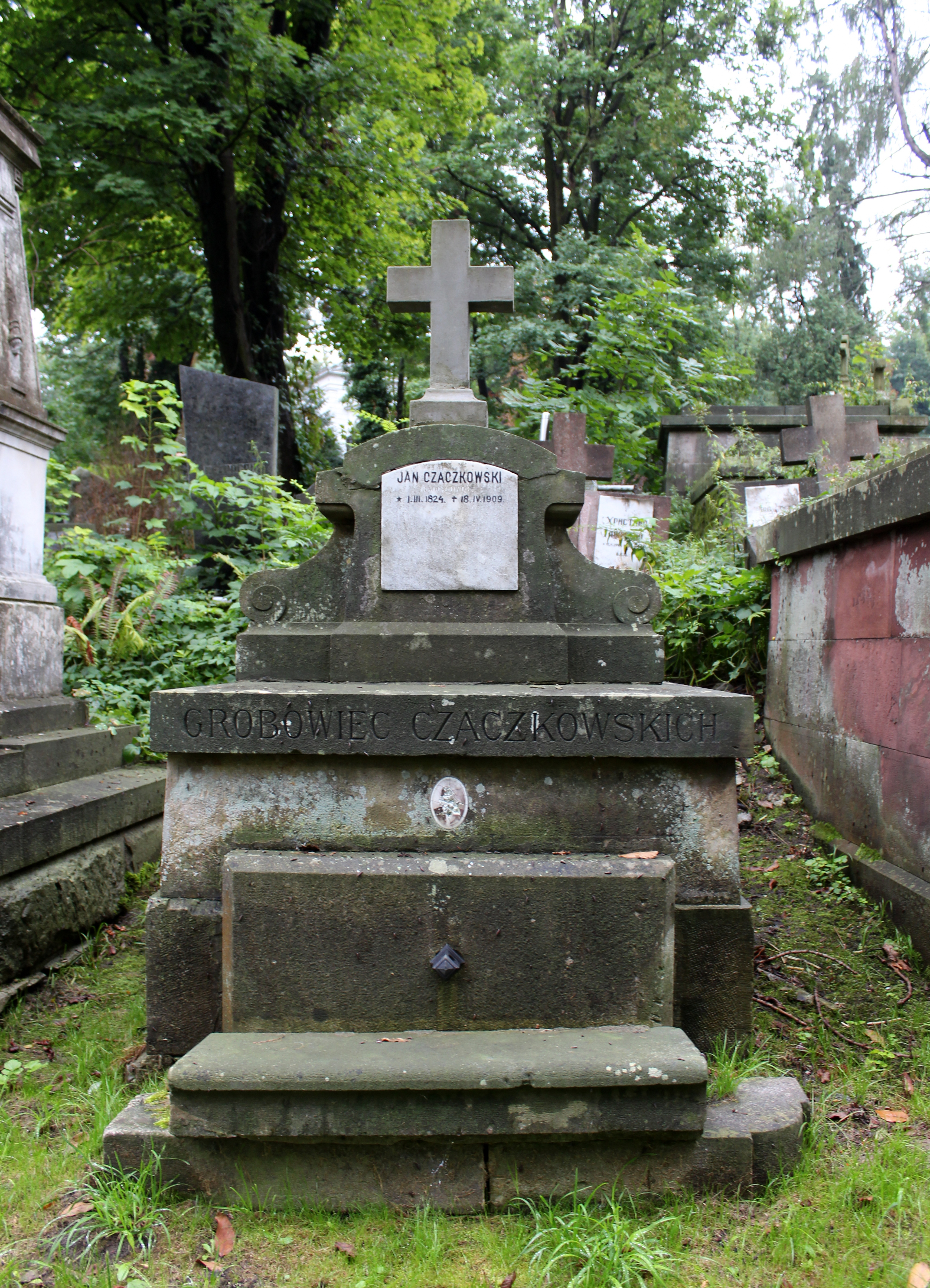
Grobowiec na Cmentarzu Łyczakowskim we Lwowie

Iwan Czaczkowski, ukr. Іван Чачковський, pol. Jan Czaczkowski (ur. 27 marca 1824 w Kamionkach, zm. 20 kwietnia 1909 we Lwowie) – ukraiński prawnik, sędzia i urzędnik c. k., poseł na Sejm Krajowy Galicji i do austriackiej Rady Państwa w Wiedniu.

## Życiorys
W latach 1834–1842 uczył się w gimnazjum jezuickim i klasach filozoficznych w Tarnopolu. Następnie studiował i ukończył prawo na Uniwersytecie Lwowskim (1850). Po studiach pracował w administracji najpierw jako aplikant w magistracie tarnopolskim (kwiecień – czerwiec 1851) a potem asystent w magistracie przemyskim (lipiec 1851 – luty 1852). W latach 1852 urzędnik miejski, a potem państwowy w  Czerniowcach na Bukowinie. Następnie przeszedł do sądownictwa, był kolejno asesorem w Sądzie Rejonowym w Máramarossziget (1853), w Técső (1854) i Munkács na terenie ówczesnych Węgier. W latach 1858–1861 sędzia i prezes Sądu Rejonowego w Ökörmező. Po powrocie do Galicji był od 1861 do 1866 starostą w Bohorodczanach oraz zastępcą członka c. k. powiatowej komisji szacunkowej w Bohorodczanach, c. k. podkomisji krajowej podatku gruntowego w Tarnopolu. Sędzia w Sądzie Rejonowym w Bohorodczanach (1867–1872) i Samborze (1872–1882) a następnie Radca Sądu Krajowego Wyższego we Lwowie (1883–1889). W 1898 przeszedł w stan spoczynku. 
Aktywny politycznie. Poseł do Sejmu Krajowego Galicji II kadencji (1867–1869), wybrany w IV kurii obwodu Stanisławów, z okręgu wyborczego nr 29 Bohorodczany-Sołotwina. Poseł do Rady Państwa w Wiedniu II kadencji od stycznia 1869 do 31 marca 1870, wybrany jako delegat z grona posłów wiejskich okręgów: Stanisławów, Bohorodczany, Monasterzyska, Nadworna i Tyśmienica.Kazimierz Chłędowski zaliczał go do świętojurców. W latach 1870–1872 członek Rady Powiatowej w Bohorodczanach z grupy gmin miejskich oraz prezes jej Wydziału
Zmarł 20 kwietnia 1909 we Lwowie, w 86 roku życia.

## Rodzina
Urodził się w rodzinie księdza greckokatolickiego, proboszcza w Kamionkach w pow. skałałackim – Mychajło (zm. 1877). Żonaty dwukrotnie, w 1863 z Eugenią z Krasnodębskich z którą miał dwie córki, a po jej śmierci w 1867 z jej siostrą Joanną z Krasnodębskich.